# Aughnacloy
Aughnacloy (Achadh na Cloiche in gaelico irlandese) è un comune dell'Irlanda del Nord, situato nella contea di Tyrone.